# Gertrude B. Elion
Gertrude Belle Elion (23 tháng 1 năm 1918 – 21 tháng 2 năm 1999) là một nhà hóa sinh và nhà dược học người Mỹ. Bà đã đoạt giải Nobel Sinh lý và Y khoa năm 1988.

## Cuộc đời
Sinh tại thành phố New York, cha mẹ là người nhập cư. Bà tốt nghiệp trường Hunter College năm 1937 và Đại học New York (M.Sc.) năm 1941. Không thể được bổ nhiệm vào một chức vụ nghiên cứu ở trình độ đại học vì là phụ nữ, bà làm phụ tá trong phòng thí nghiệm và giáo viên trường cao trung. Sau đó, bà làm phụ tá cho Hitchings tại Công ty được phẩm Burroughs-Wellcome (nay là GlaxoSmithKline). Bà chưa hề đạt được bằng tiến sĩ chính thức, nhưng sau này đã được thưởng bằng tiến sĩ danh dự của Đại học bách khoa New York năm 1989.

## Sự nghiệp
Vừa làm việc một mình, vừa làm chung với George H. Hitchings, Elion đã tạo ra khá nhiều dược phẩm mới, sử dụng các phương pháp nghiên cứu theo kỹ thuật mới, phương pháp mà sau này dẫn tới việc tạo ra thuốc AZT để trị bệnh AIDS. Thay vì dựa trên phương pháp "trial-and-error", Elion và Hitchings đã sử dụng những khác biệt trong ngành hóa sinh giữa các tế bào của người thường với "gien gây bệnh" (pathogen) để thiết kế chế tạo các loại thuốc có thể giết hoặc ngăn chặn việc tái sinh của các gien gây bệnh đặc biệt, mà không gây hại tới các tế bào của người bệnh.
Các phát minh của Elion gồm có:
- 6-mercaptopurine (Purinethol), thuốc đầu tiên để điều trị bệnh bạch cầu.
- Azathioprine (Imuran), thuốc đầu tiên có tác dụng chặn hệ miễn nhiễm (immuno-suppressive), dùng trong việc cấy ghép một bộ phận vào cơ thể[4].
- Allopurinol (Zyloprim), trị bệnh gout [5].
- Pyrimethamine (Daraprim), trị bệnh malaria (bệnh sốt rét truyền nhiễm).
- Trimethoprim (Septra), trị bệnh viêm màng não, bệnh nhiễm trùng máu (septicemia), và các chứng nhiễm khuẩn của đường tiểu và đường hô hấp.
- Acyclovir (Zovirax), trị bệnh herpes (mụn giộp ở da do vi khuẩn).

Bà đã di chuyển nơi cư ngụ tới vùng Research Triangle năm 1970, và có lúc đã làm giáo sư nghiên cứu ở Đại học Duke.
Năm 1988 Elion được thưởng giải Nobel Y học, chung với Hitchings và Sir James Black. Ngoài ra, bà cũng được thưởng Huy chương Khoa học quốc gia (National Medal of Science) (1991) và Giải Lemelson-MIT Lifetime Achievement (1997). Năm 1991 bà trở thành người phụ nữ đầu tiên được đưa vào National Inventors Hall of Fame.
Gertrude Elion từ trần tại Bắc Carolina năm 1999, thọ 81 tuổi. Bà không kết hôn.

## Lời trích dẫn
- "Tôi không có xu hướng đặc biệt về khoa học, cho tới khi ông tôi bị chết vì bệnh ung thư. Tôi quyết định là từ nay sẽ không còn ai bị bệnh đó nữa."
- "Lý tưởng là nghiên cứu, tìm các con đường mới để chinh phục, các núi mới để trèo lên!"

## Giải thưởng
- Huy chương Garvan-Olin (1968)
- Giải Nobel Y học (1988)
- Huy chương Khoa học quốc gia (1991)
- Giải Lemelson-MIT Lifetime Achievement (1997)
- National Inventors Hall of Fame (1991) (phụ nữ đầu tiên)